# Europska akademija
Europska akademija je obrazovna ustanova iz Banje Luke, osnovana 2005. Ne smije se miješati s Europskom akademijom znanosti i umjetnosti.

## Opis
Europska akademija u Banjoj Luci je osnovana 16. studenog 2005. od Banjalučke biskupije, a podupiru ju njemačka savezna fondacija „Okoliš DBU”, Fondacija Ludwig Windthorst i „Ludwig Windthorst Haus” – Socijalna akademija iz Njemačke. Ima četiri osnovna polja djelovanja: stvoreni svijet i njegova zaštita, privredna etika, odgoj i obrazovanje kao i aktualne društvene teme. U tom smislu Akademija želi kroz znanstveno-obrazovni rad doprijeti do što većeg broja ljudi i potaknuti ih, da promišljaju, ali i konkretno djeluju u svojoj sredini. Akademija želi biti otvoreni forum za susrete, te za kritički i ravnopravan dijalog o aktualnim pitanjima i životnim problemima ljudi, koji žele sudjelovati u zajedničkom traženju rješenja. Ona nastoji svojim radom doprinijeti oporavku poslijeratnog i još uvijek politički nestabilnog bosanskohercegovačkog društva. Da bi takvi napori donijeli i ploda potrebno je na različitim područjima buditi svijest o vizijama za budućnost i napredak. I, što je još bitnije, izaći iz usko određenih političkih kategorija i po uzoru na prirodu (rijeke i šume ne staju na državnim granicama) poticati regionalno povezivanje i izvangraničnu suradnju.

## Ciljevi
Kroz svoj obrazovni rad, a u duhu kršćanskih i europskih vrijednosti, Akademija želi:
- vršiti seizmografsku funkciju u smislu prepoznavanja i određivanja lomova u duhovno-moralnim pitanjima društva;
- ponovno oživljavati i predočavati kršćanske vrijednosti te u njihovu svjetlu sagledavati aktualne izazove vremena;
- biti duhovno tržište ideja i koncepata iz različitih disciplina te raditi na međudisciplinarnom povezivanju;
- njegovati kulturu razgovora i dijaloga među pripadnicima različitih vjerskih opredjeljenja i svjetonazora, pogotovo među mladima;
- poticati trajnu refleksiju o aktualnim pitanjima i problemima, te raditi na stvaranju novih vizija;
- naočigled sve raširenijem individualizmu poticati i učvršćivati nove zajedničke duhovne osnove suživota među različitim religijskim i svjetonazorskim opredjeljenjima;
- stvarati konkretne modele za praktični život i djelovanje u privredi, obrazovanju, odgoju, politici itd., te reflektirati njihovu valjanost u praksi.

## Polja djelovanja
Polazeći od kršćanske poruke i držeći se znanstvenog pristupa aktualnim pitanjima Akademija će svoj rad usmjeriti na četiri područja:
1. stvoreni svijet i njegova zaštita,
2. gospodarska etika,
3. odgoj i obrazovanje,
4. aktualna društvena pitanja, kao što su:
- razvoj i njegovanje političke kulture, svijesti odgovornosti, spremnosti za dijalog s različitim društvenim grupama te njihovo uključivanje u procese političkog odlučivanja;

- pitanja odnosa vjere i znanosti, te posebno pitanja iz područja medicine;

- odnos između različitih vjerskih zajednica, međusobno upoznavanje te zajednički doprinos stabilizaciji suživota.

U svoj rad Akademija želi uključiti i druge vjerske zajednice, ali i institucije i udruge koje se bave sličnim pitanjima. 
Do sada su na Europskoj akademiji, između ostalih, predavanja održali: dr. Christian Schwarz-Schilling (Građani i političari BiH na putu ka europskom identitetu), gospođa Doris Pack (Pravednost kao temelj nove Europe), dr. Valerije Vrček iz Zagreba (Tehnološko nasilje nad zemljom, vodom i zrakom), prof. Dr. Luka Tomašević iz Splita (Bioetika i život - izazov globalne bioetike), mr. Pero-Ivan Grgić iz Banje Luke (Deus caritas est. Bog je ljubav. – tumačenje enciklike Pape Benedikta XVI.), dr. sc. Fahrudin Novalić iz Zagreba (Rasipanje budućnosti - Kritika mita napretka i cinizma rasipanja), dr.sc. Ljubomir Majdandžić iz Zagreba (Obnovljivi izvori energije), prof. dr. Nikola Grabovac iz Sarajeva (Stanje i perspektiva razvoja gospodarstva BiH), doc. dr. Danijela Gavrilović iz Niša (Srbija: vjerska i etnička identifikacija između balkanske prošlosti i europske budućnosti), prof. dr protojerej-stavrofor Radovan Bigović iz Beograda (Ekumenski dijalog iz perspektive pravoslavne teologije) i mnogi drugi.

## Oblici rada Akademija su:
- večernja predavanja ili međudisciplinarni razgovori,
- cjelodnevni studijski dani,
- tečajevi preko vikenda

Za upravljanje Akademijom zaduženi su:
Direktor: dr. Miljenko Aničić
Voditelj studija: mr. Igor Lukenda

## Vanjske poveznice
- Službena web stranica Europske akademije